# Редиска
Редиска (Raphanus sativus var. radicula Pers.) — однорічна або дворічна коренеплідна городня рослина з родини хрестоцвітих. 

## Застосування
В їжу вживають коренеплоди, які містять вуглеводи, білкові речовини, мінеральні солі, вітаміни (С, В1, В2, РР) тощо. 

## Різновиди редиски

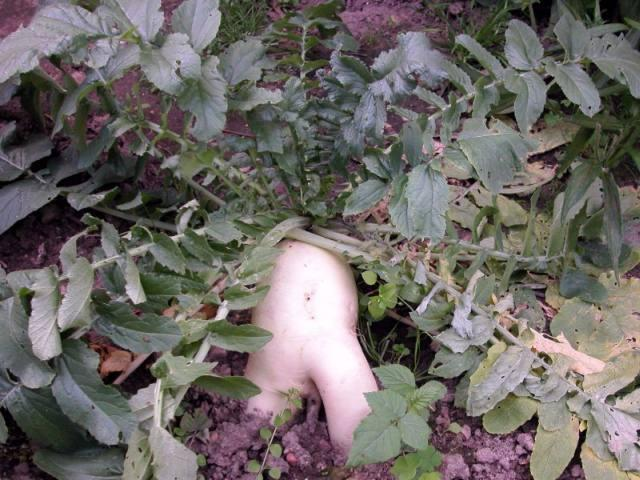
Редиска

За походженням розрізняють європейську, японську та китайську групи сортів.
За вегетаційним періодом розрізняють:
- Однорічна. Така рослина дає плоди і насіння в рік висіву.
- Дворічна. Рослина дає коренеплід у рік висіву, а насіння лише наступного.

За методом посіву розрізняють парникові та грядкові (відкритого ґрунту).
Форма коренеплода може бути від плоско-округлої до веретеноподібної.
Колір коренеплодів може бути рожевим, білим, червоним, жовтим, фіолетовим.

## Сорти редиски[1]
Сорти для відкритого ґрунту

• Базис
• Білосніжка
• Богиня
• Вайт Брекфаст
• Герда
• Дабел F1
• Джолі
• Добриня
• Дует
• Дунганська 12/8
• Ера
• Еспресо F1
• Ілка
• Кампус
• Карбона
• Кармен
• Кармеса
• Катруся
• Кларія
• Краковянка
• Крімсон
• Ксеня
• Лада
• Лінда
• Льодяна бурулька
• Люцинка
• Марта
• Міла
• Мондіал РЗ F1
• Новиред
• Опус
• Пікнік
• Покер
• Рання червона
• Ребел
• Рова
• Рондар F1
• Ронділ
• Рубін
• Рудольф
• Саксонія
• Селеста
• Сілезія
• Снєжка
• Сора
• Сора
• Спарта
• Тарзан
• Фараон
• Фортуна F1
• Французький сніданок
• Френчпоп
• Хельро
• Червона з білим кінчиком
• Червоний гігант
• Шахрі
• Ясочка
Сорти для закритого ґрунту

• Катруся • Фанал • Черкаська теплична
Основні хвороби, які лікує редиска[джерело?]:
- звичайна застуда;
- гіпертонія;
- радикуліт;
- невралгія;
- атеросклероз;
- зайва вага;
- порушення роботи шлунка.

## Харчова цінність
| Харчова цінність кореня редиски    |                  |
| Харчова цінність 100 г (3,5 унції) |                  |
| Енергія                            | 66 кДж (16 ккал) |
| Вуглеводи                          | 3,40 г           |
| * Цукри                            | 1,86 г           |
| * Харчові волокна                  | 1,6 г            |
| Жири                               | 0,10 г           |
| Білок                              | 0,68 г           |
| Тіамін (Vit. B 1)                  | 0,012 мг (1%)    |
| Рибофлавін (Vit. B 2)              | 0,039 мг (3%)    |
| Нікотинова кислота (Vit. B 3)      | 0,254 мг (2%)    |
| Пантотенова кислота (В 5)          | 0,165 мг (3%)    |
| Вітамін B 6                        | 0,071 мг (5%)    |
| Фолієва кислота (Vit. B 9)         | 25 мкг (6%)      |
| Вітамін С                          | 14,8 мг (25%)    |
| Кальцій                            | 25 мг (3%)       |
| Залізо                             | 0,34 мг (3%)     |
| Магній                             | 10 мг (3%)       |
| Фосфор                             | 20 мг (3%)       |
| Калій                              | 233 мг (5%)      |
| Цинк                               | 0,28 мг (3%)     |

## Цікаві факти
30 листопада 2023 року, на борту МКС, вперше в історії, зібрано свіжу редиску, яку було вирощено в космосі. Це відкрило нові можливості для виробництва харчових продуктів в умовах мікрогравітації для забезпечення майбутніх довгострокових місій на Місяць і Марс. Космічний редис вирощували на установці під назвою Advanced Plant Habitat (APH). NASA опублікувало сповільнену зйомку зростання редису всередині плантації APH протягом 27 днів.